# Vapor Nou (Rubí)
El Vapor Nou és un antic conjunt industrial als núms. 71 al 79 del passeig de la Riera de Rubí (Vallès Occidental), catalogat com a bé cultural d'interès local.

## Història
El 1879, el botiguer de teles Pau Ribas i Casanovas va adquirir uns terrenys a Ramon de Sarriera i de Pinós, comte de Solterra i marquès de Barberà i de la Manresana, hereu de la marquesa de Moja i de Cartellà i propietari del castell de Rubí, per a bastir una fàbrica de panes al costat de la riera. La fàbrica, inaugurada el 1888, funcionaria sota la raó social Fills de Pau Ribas (Rossend, Frederic i Lluís Ribas i Regordosa) i va arribar a disposar de 120 telers automàtics, que donaven feina fins a 350 persones (la majoria dones) en jornades molt dures de sis dies a la setmana i sense vacances. També hi havia un espai que acollia els fills de les treballadores per a atendre la seva educació.
Francesc Ribas va morir el 1908 i el seu germà Lluís ho feu el 1911, i el 1914, la fàbrica va ser adquirida per Joan Bertrand i Salsas, continuador del negoci del seu pare Manuel Bertrand Cortalé a Sant Feliu de Llobregat. L'empresa continuà sota els noms de Bertrand Comercial Anònima (1923-1953), Bertrand C.A. (1953-1992) i Bertrand SA (1992-).
Actualment, les naus es lloguen a petites indústries i tallers. Sembla que fa uns anys l'Ajuntament de Rubí tenia la intenció de comprar la fàbrica per a convertir-la en un gran centre cultural, però el projecte no es va realitzar.

## Descripció
El conjunt d'edificacions es pot dividir en dues parts: la casa de l'amo i les instal·lacions pròpiament dites. L'edifici residencial, de planta baixa i dos pisos, correspon a tipologies pròpies de finals del segle xix: volumetria cúbica, porxos i balcons, una torre central a manera de mirador i un petit jardí. La part industrial, consisteix en diferents naus pròpies d'una fàbrica tèxtil.
La nau principal, de dues plantes, presenta una coberta d'encavallades i és molt allargada en sentit paral·lel a la riera de Rubí. Les finestres són apaïsades.
Hi ha una altra nau paral·lela més curta, amb coberta a doble vessant, que presenta a la façana de la capçalera una estructura d'obertures que recorda una basílica clàssica. La xemeneia, situada al costat, és circular troncocònica i té una alçada de 24,30 m.
La nau que feia la funció d'assecador és molt alta i estreta, amb les parets laterals allargades calades amb maons vistos entre pilastres. L'accés s'efectua per una porta molt estreta i alta amb un arc de mig punt, situada al capcer de l'edificació.